# Palapedia wilsoni
Palapedia wilsoni is een krabbensoort uit de familie van de Xanthidae. De wetenschappelijke naam van de soort is voor het eerst geldig gepubliceerd in 1972 door Serène.